# حصة الغنيمي
قرية حصة الغنيمي هي إحدى القرى التابعة لمركز قلين في محافظة كفر الشيخ في جمهورية مصر العربية. حسب إحصاءات سنة 2006، بلغ إجمالي السكان في حصة الغنيمى 8798 نسمة، منهم 4412 رجل و4386 امرأة.